# Uvs (tỉnh)
Uvs (tiếng Mông Cổ: Увс аймаг) là một trong 21 aimag (tỉnh) của Mông Cổ. Tỉnh nằm ở miền tây đất nước, cách thủ đô Ulaanbaatar 1336 km. Tỉnh lị là Ulaangom, nằm 936m trên mực nước biển. Tên của tỉnh bắt nguồn từ hồ nước lớn nhất Mông Cổ, Uvs Nuur.

## Địa lý
Nhiều phần thảo nguyên của tỉnh được bảo tồn với vị thế Di sản thế giới Vùng lõm Ubsunur quanh Hồ Uvs. Tỉnh có biên giới phía bắc dài 640 km giáp với cộng hòa tự trị Tuva của Nga, có ranh giới phía đông dài 340 km với tỉnh Zavkhan. Phía nam và tây giáp với các tỉnh Khovd và Bayan-Ölgii với khoảng 200 km mỗi đoạn. Diện tích của tỉnh là 69.585 km², chiếm 4,45% diện tích toàn quốc. 60% diện tích tỉnh thuộc khu vực khí hậu đồi núi, và 40% thuộc bán hoang mạc Gobi.

## Dân cư
Những cư dân thuộc nhóm Altai đã sinh sống trên địa bàn tỉnh trong suốt thời kỳ lịch sử. Hiện nay, 60% dân số tỉnh thuộc nhóm Do'rbet, 15% thuộc nhóm Bayid và 15% thuộc Khalka. Ngoài ra, cũng có các nhóm như Tuvan, Khoton và Kazakh sinh sống trên địa bàn.

## Lịch sử
Sau cách mạng năm 1921 tại Mông Cổ, ngày 21 tháng 11 năm 1925 chính quyền cho thành lập tỉnh Chandmani Uulyn (Чандмань уулын аймаг, tỉnh núi kim cương). Tỉnh này bao gồm toàn bộ phần cực tây của đất nước, nay thuộc các tỉnh Uvs, Khovd và Bayan-Ölgii. Năm 1931, tỉnh Chandmani Uulyn bị phân tách thành hai tỉnh Khovd và Dörvöd. Tỉnh Dörvöd (Дөрвөд аймаг) được đổi tên thành Uvs vào năm 1933.

## Hành chính

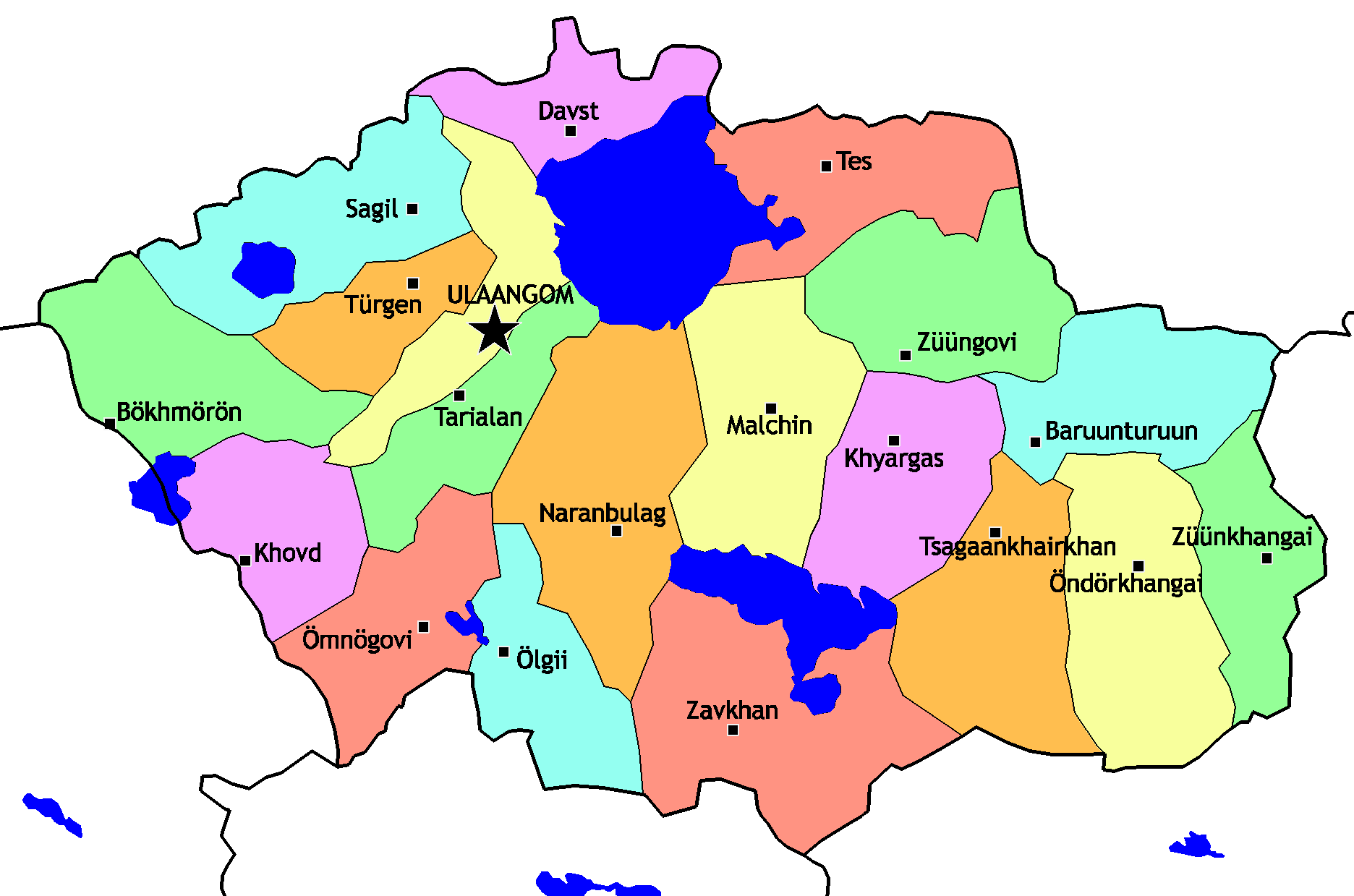
Các Sum của Uvs

| Sum              | Tiếng Mông Cổ | Dân số 2003 | Dân số 2005 | Dân số 2007 | Dân số 2008 | Dân số trung tâm sum 2007 |
| ---------------- | ------------- | ----------- | ----------- | ----------- | ----------- | ------------------------- |
| Baruunturuun     | Баруунтуруун  | 3.241       | 2.738       | 3.074       | 2.810       | 2.010                     |
| Bökhmörön        | Бөхмөрөн      | 2.261       | 2.217       | 2.150       | 2.187       | 779                       |
| Davst            | Давст         | 1.854       | 1.748       | 1.820       | 1.784       | 537                       |
| Khovd            | Ховд          | 2.463       | 2.440       | 2.458       | 2.475       | 503                       |
| Khyargas         | Хяргас        | 2.491       | 2.614       | 2.663       | 2.511       | 765                       |
| Malchin          | Малчин        | 2.938       | 2.887       | 2.872       | 2.502       | 707                       |
| Naranbulag       | Наранбулаг    | 4.881       | 4.935       | 4.893       | 4.658       | 1.044                     |
| Ölgii            | Өлгий         | 2.629       | 2.649       | 2.620       | 2.444       | 478                       |
| Ömnögovi         | Өмнөговь      | 4.335       | 4.526       | 4.503       | 4.336       | 1.034                     |
| Öndörkhangai     | Өндөрхангай   | 3.588       | 3.640       | 3.768       | 3.779       | 930                       |
| Sagil            | Сагил         | 2.245       | 2.245       | 2.336       | 2.343       | 1.015                     |
| Tarialan         | Тариалан      | 5.137       | 5.115       | 4.499       | 4.004       | 1.393                     |
| Tes              | Тэс           | 6.014       | 6.092       | 6.053       | 5.623       | 667                       |
| Tsagaankhairkhan | Цагаанхайрхан | 2.598       | 2.462       | 2.499       | 2.501       | 624                       |
| Türgen           | Түргэн        | 1.867       | 1.877       | 1.933       | 1.960       | 603                       |
| Ulaangom         | Улаангом      | 26.940      | 25.339      | 24.071      | 24.167      | 21.406*                   |
| Zavkhan          | Завхан        | 2,261       | 2,052       | 2,042       | 1,936       | 650                       |
| Züüngovi         | Зүүнговь      | 2.644       | 2.599       | 2.620       | 2.578       | 657                       |
| Züünkhangai      | Зүүнхангай    | 2.725       | 2.749       | 2.599       | 2.586       | 618                       |

* - Tỉnh lị Ulaangom